# 小行星8957
小行星8957（8957 Koujounotsuki）是一颗围绕太阳公转的小行星。1998年3月22日，關勉在藝西天文台发现了此天体。
該小行星以瀧廉太郎的民謠《荒城之月》命名。
这颗小行星的绝对星等为153.706739161525等。